# Goldenrod
Goldenrod è un census-designated place (CDP) degli Stati Uniti d'America, situato in Florida, diviso tra la contea di Orange e la contea di Seminole.